# Птицын, Владимир Ильич
Владимир Ильич Птицын (род. 1 мая 1950 года, село Мэлдьэхси Мегино-Кангаласского района) — государственный и спортивный деятель. С ноября 1993 по январь 1995 года — заместитель председателя Правительства Республики Саха (Якутия), министр финансов, в декабре 1994 — и. о. председателя правительства Якутии. Основатель и первый президент Азиатской конфедерации шашек (ADC). С октября 2005 года по декабрь 2009 года являлся президентом Всемирной федерации шашек.
Входит в Совет при Президенте Российской Федерации по развитию местного самоуправления. Главный аудитор Счётной Палаты Республики Саха

## Биография
В 1968 г. — скотовод, плотник в совхозе им. Героя Попова.
В 1974 г. окончил Якутский финансово-кредитный техникум.
До 1984 года работал в Чурапчинском, Анабарском, Среднеколымском районах.
С 1985 г. по 1990 г. — инструктор финансового отдела обкома партии.
С 1990 г. по 1991 г. — председатель плановой комиссии Мегино-Кангаласского района, заместитель председателя райисполкома.
С 1991 г. по 1997 г. — заместитель министра, первый заместитель министра по финансам и экономике, министр финансов Республики Саха(Якутия).
С 1993—2006 годы — Президент федерации шашек Республики Саха (Якутия).
С 1994 г. по 1995 г. одновременно исполнял обязанности заместителя председателя правительства республики.
В 1995—1997 гг. — Президент Российской федерации шашек.
В 1996—2002 гг. — I Вице-президент Всемирной федерации шашек
В 1997 г. — заместитель председателя правления московского коммерческого банка «МакБанк»
С 1999 г. по 2002 г. — генеральный директор инвестиционной компании при АК «Алроса».
В 2000—2002 гг. — Президент Азиатской конфедерации шашек.
29 декабря 2002 года был избран главой администрации Мегино-Кангаласского улуса.
С октября 2005 года по декабрь 2009 года — Президент Всемирной федерации шашек.
По инициативе В. И. Птицына были организованы и проведены на высоком уровне следующие чемпионаты и турниры международного масштаба:
1994 год — чемпионат мира по русским шашкам (по версии МАРШа).
1995 год — четвертьфинала матча претендентов на звание чемпиона мира между А. Балякиным и А. Шварцманом.
1996 год — матч на звание чемпиона мира между Г. Валнерисом (Латвия) и А. Чижовым (Россия).
1999, 2007 годы — чемпионат мира среди женщин.
2002 — отборочный турнир претендентов на звание чемпиона мира среди мужчин.
1998—2005 годы — международные турниры с участием сильнейших шашистов мира на призы В. И. Птицына.
1996, 2000, 2004 годах под патронажем Международного олимпийского комитета в городе Якутске организованы Международные спортивные Игры «Дети Азии» в программе которой были проведены турниры по международным шашкам.